# Tenko
 (juin 2011).
Si vous disposez d'ouvrages ou d'articles de référence ou si vous connaissez des sites web de qualité traitant du thème abordé ici, merci de compléter l'article en donnant les références utiles à sa vérifiabilité et en les liant à la section « Notes et références ».
Tenko est une chanteuse japonaise, cofondatrice du groupe féminin Mizutama Shobodan. Elle collabore avec de nombreux musiciens de musique improvisée ou expérimentale : John Zorn, Christian Marclay, Ikue Mori, Fred Frith.

## Discographie (non exhaustive)
- Mizutama Shobodan : The Virgin Prayers - Da! Da! Da! (1981)
- Mizutama Shobodan : Sky full of Red Petals  (1985)
- Tenko / Ikue Mori : Death Praxis (1993)